# Sebastian Branicki
Sebastian Branicki herbu Korczak (ur. w 1484, zm. 5 maja 1544 w Łaskarzewie) – biskup rzymskokatolicki, senator I Rzeczypospolitej, jeden z prekursorów kontrreformacji w Polsce, sekretarz króla Zygmunta I Starego.

## Życiorys
Był stronnikiem królowej Bony i dzięki jej protekcji był w latach 
1532-1538 referendarzem wielkim koronnym. Na tym stanowisku wsławił się udaną rewindykacją do skarbu królewskiego, nielegalnie posiadanych  dóbr Radziwiłłów na Podlasiu. W 1535 został biskupem kamienieckim, w 1538 chełmskim, w 1539 objął diecezję poznańską. Jako biskup poznański był zdecydowanym przeciwnikiem szerzącej się wówczas reformacji, dbając przy tym o nienaganne prowadzenie się kapłanów katolickich. Wspierał Akademię Lubrańskiego, fundował liczne stypendia zagraniczne dla niezamożnej młodzieży.
Pochowany w katedrze śś. Apostołów Piotra i Pawła w Poznaniu.